# Czesław Mużacz
Czesław Mużacz  pseudonimy Selim, Wraga (ur. 5 sierpnia 1915 w Brzezinach, zm. 14 maja 2014 w Otwocku) – dowódca partyzancki na Zamojszczyźnie – komendant Rejonu AK Józefów.

## Życiorys
Wstąpił do Wojska Polskiego w 1934 r. Służył w KOPie. Podczas kampanii wrześniowej walczył w 3 pułku piechoty KOP; uczestniczył w licznych potyczkach z Sowietami i Ukraińcami. W 1940 r. został zaprzysiężony do Związku Walki Zbrojnej. Jego oddział odbił z rąk Niemców dowódcę AK Konrada Bartoszewskiego (ps. „Wir”) oraz Marię Piasecką (ps. „Żar”) z więzienia w Biłgoraju. W czerwcu 1944 r. jego oddział przebił się z niewielkimi stratami z okrążenia w partyzanckiej bitwie pod Osuchami, w której poległo kilkuset Polaków. W 1944 r. aresztowany przez NKWD i do 1946 roku internowany wraz z innymi  żołnierzami AK w Riazaniu. W czasie okupacji posiadał stopień podporucznika, a po wojnie awansowany został do stopnia kapitana. Po powrocie do Polski, pomimo inwalidztwa wojennego, podjął pracę w spółdzielczości oraz aktywnie udzielał się społecznie, szczególnie pomagając kolegom kombatantom.
W ostatnich latach życia mieszkał w Otwocku. Honorowy Obywatel miasta Józefów.

## Ordery i odznaczenia
- Krzyż Srebrny Orderu Virtuti Militari
- Krzyż Oficerski Orderu Odrodzenia Polski[3].
- Krzyż Kawalerski Orderu Odrodzenia Polski (2004)[4]
- Krzyż Walecznych
- Krzyż „Za Wolność i Niepodległość” z Mieczami
- Srebrny Krzyż Zasługi z Mieczami